# Lista över statssekreterare i Sverige
Följande lista över statssekreterare i Sverige redogör för de personer som varit och är statssekreterare i Sveriges regeringskansli. Titeln statssekreterare är för den eller de högsta chefstjänstemännen på ett departement (inom utrikesdepartementet kallas statssekreteraren hos utrikesministern för kabinettssekreterare). Idag är statssekreterarna politiskt tillsatta, men tidigare var statssekreterarna i stor utsträckning opolitiska.

## Regeringen Kristersson
Regeringen Kristersson utsåg den 18 oktober 2022, samma dag som den tillträdde, 21 statssekreterare som fick i uppdrag att tjäna statsråden i regeringskansliet.
| Statssekreterare                           | Statssekreterare                   | Parti                | Ministerportfölj                            | Statsråd             | Statsråd                    | Tillträdde           | Avgick               |
| Statsrådsberedningen                       | Statsrådsberedningen               | Statsrådsberedningen | Statsrådsberedningen                        | Statsrådsberedningen | Statsrådsberedningen        | Statsrådsberedningen | Statsrådsberedningen |
| ------------------------------------------ | ---------------------------------- | -------------------- | ------------------------------------------- | -------------------- | --------------------------- | -------------------- | -------------------- |
|                                            | Johan Stuart                       | Moderaterna          | Statsminister                               |                      | Ulf Kristersson             | 18 oktober 2022      | nuvarande            |
|                                            | P.M. Nilsson                       | Obunden              | Statsminister                               | 21 november 2022     | Ulf Kristersson             | 26 januari 2023      |                      |
|                                            | Johan Jakobsson                    | Moderaterna          | Statsminister                               | 2 januari 2023       | Ulf Kristersson             | nuvarande            |                      |
|                                            | Anna Dahlberg                      | Obunden              | Statsminister                               | 30 mars 2023         | Ulf Kristersson             | nuvarande            |                      |
|                                            | Christian Danielsson               | Obunden              | EU-minister                                 |                      | Jessika Roswall             | 18 oktober 2022      | nuvarande            |
|                                            | Per Swenson Claréus                | Moderaterna          | Samordningskansliet                         | Samordningskansliet  | Samordningskansliet         | 18 oktober 2022      | nuvarande            |
|                                            | Tobias Karlström                   | Kristdemokraterna    | Samordningskansliet                         | Samordningskansliet  | Samordningskansliet         | 18 oktober 2022      | nuvarande            |
|                                            | Johan Britz                        | Liberalerna          | Samordningskansliet                         | Samordningskansliet  | Samordningskansliet         | 18 oktober 2022      | nuvarande            |
| Arbetsmarknadsdepartementet                |                                    |                      |                                             |                      |                             |                      |                      |
|                                            | Sophia Metelius                    | Liberalerna          | Arbetsmarknadsminister Integrationsminister |                      | Johan Pehrson               | 18 oktober 2022      | nuvarande            |
|                                            | Martin Andreasson                  | Liberalerna          | Jämställdhetsminister                       |                      | Paulina Brandberg           | 18 oktober 2022      | nuvarande            |
| Finansdepartementet                        |                                    |                      |                                             |                      |                             |                      |                      |
|                                            | Jesper Ahlgren                     | Moderaterna          | Finansminister                              |                      | Elisabeth Svantesson        | 18 oktober 2022      | nuvarande            |
|                                            | Lars Hjälmered                     | Moderaterna          | Finansminister                              | 18 oktober 2022      | Elisabeth Svantesson        | nuvarande            |                      |
|                                            | Carolina Lindholm                  | Moderaterna          | Finansminister                              | 24 oktober 2022      | Elisabeth Svantesson        | nuvarande            |                      |
|                                            | Johanna Lybeck Lilja               | Moderaterna          | Finansminister                              | 24 oktober 2022      | Elisabeth Svantesson        | nuvarande            |                      |
|                                            | Johan Almenberg                    | Moderaterna          | Finansmarknadsminister                      |                      | Niklas Wykman               | 24 oktober 2022      | nuvarande            |
|                                            | Natasa Ristic Davidson             | Kristdemokraterna    | Civilminister                               |                      | Erik Slottner               | 4 november 2022      | nuvarande            |
| Försvarsdepartementet                      |                                    |                      |                                             |                      |                             |                      |                      |
|                                            | Peter Sandwall                     | Obunden              | Försvarsminister                            |                      | Pål Jonson                  | 3 november 2022      | nuvarande            |
|                                            | Johan Berggren                     | Moderaterna          | Minister för civilt försvar                 |                      | Carl-Oskar Bohlin           | 7 november 2022      | nuvarande            |
| Landsbygds- och infrastrukturdepartementet |                                    |                      |                                             |                      |                             |                      |                      |
|                                            | Dan Ericsson                       | Kristdemokraterna    | Landsbygdsminister                          |                      | Peter Kullgren              | 18 oktober 2022      | nuvarande            |
|                                            | Johan Davidson                     | Kristdemokraterna    | Infrastrukturminister Bostadsminister       |                      | Andreas Carlson             | 27 oktober 2022      | nuvarande            |
| Justitiedepartementet                      |                                    |                      |                                             |                      |                             |                      |                      |
|                                            | Charlotte Kugelberg                | Obunden              | Justitieminister                            |                      | Gunnar Strömmer             | 18 oktober 2022      | nuvarande            |
|                                            | Mikael Kullberg                    | Obunden              | Justitieminister                            | 27 oktober 2022      | Gunnar Strömmer             | nuvarande            |                      |
|                                            | Anders Hall                        | Moderaterna          | Migrationsminister                          |                      | Maria Malmer Stenergard     | 21 oktober 2022      | nuvarande            |
| Kulturdepartementet                        |                                    |                      |                                             |                      |                             |                      |                      |
|                                            | Karin Svanborg-Sjövall             | Moderaterna          | Kulturminister                              |                      | Parisa Liljestrand          | 18 oktober 2022      | nuvarande            |
| Klimat- och näringslivsdepartementet       |                                    |                      |                                             |                      |                             |                      |                      |
|                                            | Daniel Liljeberg                   | Kristdemokraterna    | Näringsminister Energiminister              |                      | Ebba Busch                  | 18 oktober 2022      | nuvarande            |
|                                            | Sara Modig                         | Kristdemokraterna    | Näringsminister Energiminister              | 27 oktober 2022      | Ebba Busch                  | nuvarande            |                      |
|                                            | Daniel Westlén                     | Liberalerna          | Miljö- och klimatminister                   |                      | Romina Pourmokhtari         | 18 oktober 2022      | nuvarande            |
| Socialdepartementet                        |                                    |                      |                                             |                      |                             |                      |                      |
|                                            | Petra Noreback                     | Kristdemokraterna    | Socialminister                              |                      | Jakob Forssmed              | 18 oktober 2022      | nuvarande            |
|                                            | Miriam Söderström                  | Kristdemokraterna    | Sjukvårdsminister                           |                      | Acko Ankarberg Johansson    | 7 november 2022      | nuvarande            |
|                                            | Anna Pettersson Westerberg         | Moderaterna          | Socialförsäkringsminister Äldreminister     |                      | Anna Tenje                  | 18 oktober 2022      | 16 januari 2024      |
|                                            | Minna Ljunggren                    | Moderaterna          | Socialtjänstminister                        |                      | Camilla Waltersson Grönvall | 1 november 2022      | nuvarande            |
| Utbildningsdepartementet                   |                                    |                      |                                             |                      |                             |                      |                      |
|                                            | Maria Nilsson                      | Liberalerna          | Utbildningsminister                         |                      | Mats Persson                | 18 oktober 2022      | nuvarande            |
|                                            | David Lindberg                     | Liberalerna          | Skolminister                                |                      | Lotta Edholm                | 18 oktober 2022      | nuvarande            |
|                                            | Erik Scheller                      | Liberalerna          | Skolminister                                | 18 oktober 2022      | Lotta Edholm                | nuvarande            |                      |
| Utrikesdepartementet                       |                                    |                      |                                             |                      |                             |                      |                      |
|                                            | Kabinettssekreterare: Jan Knutsson | Obunden              | Utrikesminister                             |                      | Tobias Billström            | 18 oktober 2022      | nuvarande            |
|                                            | Diana Janse                        | Moderaterna          | Utrikeshandelsminister Biståndsminister     |                      | Johan Forssell              | 21 oktober 2022      | nuvarande            |
|                                            | Håkan Jevrell                      | Moderaterna          | Utrikeshandelsminister Biståndsminister     | 21 oktober 2022      | Johan Forssell              | nuvarande            |                      |

## Tidigare
Den 20 oktober 2014 hade Regeringen Löfven I tillsatt samtliga statssekreterare till regeringskansliet statsråd.
Regeringen Löfven III utsåg den 9 juli 2021, samma dag som den tillträdde, 38 statssekreterare som fick i uppdrag att tjäna statsråden i regeringskansliet.
Regeringen Andersson utsåg den 30 november 2021, samma dag som den tillträdde, 21 statssekreterare.

### Statsrådsberedningen
| Statssekreterare                                | Statssekreterare                 | Parti                            | Statsråd                         | Statsråd                         | Ministerportfölj                                                          | Tillträdde                       | Avgick                           | Regering                         |
| Statsministerns statssekreterare                | Statsministerns statssekreterare | Statsministerns statssekreterare | Statsministerns statssekreterare | Statsministerns statssekreterare | Statsministerns statssekreterare                                          | Statsministerns statssekreterare | Statsministerns statssekreterare | Statsministerns statssekreterare |
| ----------------------------------------------- | -------------------------------- | -------------------------------- | -------------------------------- | -------------------------------- | ------------------------------------------------------------------------- | -------------------------------- | -------------------------------- | -------------------------------- |
|                                                 | Emma Lennartsson                 | Socialdemokraterna               |                                  | Magdalena Andersson              | Statsminister                                                             | 30 november 2021                 | 18 oktober 2022                  | Andersson                        |
|                                                 | Nils Vikmång                     | Socialdemokraterna               |                                  | Stefan Löfven                    | Statsminister                                                             | 28 augusti 2017                  | 30 november 2021                 | Löfven III, Löfven II, Löfven I  |
|                                                 | Emma Lennartsson                 | Socialdemokraterna               | 4 oktober 2014                   | Stefan Löfven                    | Statsminister                                                             | 27 augusti 2017                  | Löfven I                         |                                  |
|                                                 | Gunnar Wieslander                | Moderaterna                      |                                  | Fredrik Reinfeldt                | Statsminister                                                             | 21 oktober 2010                  | 3 oktober 2014                   | Reinfeldt                        |
|                                                 | H.G. Wessberg                    | Moderaterna                      | 8 november 2007                  | Fredrik Reinfeldt                | Statsminister                                                             | 21 oktober 2010                  |                                  | Reinfeldt                        |
|                                                 | Ulrica Schenström                | Moderaterna                      | 7 oktober 2006                   | Fredrik Reinfeldt                | Statsminister                                                             | 1 november 2007                  |                                  | Reinfeldt                        |
| Statssekreterare hos statsministern             |                                  |                                  |                                  |                                  |                                                                           |                                  |                                  |                                  |
|                                                 | Oscar Stenström                  | Socialdemokraterna               |                                  | Magdalena Andersson              | Statsminister                                                             | 23 april 2022                    | 18 oktober 2022                  | Andersson                        |
|                                                 | Stefan Engström                  | Socialdemokraterna               | 30 november 2021                 | Magdalena Andersson              | Statsminister                                                             | 18 oktober 2022                  |                                  | Andersson                        |
|                                                 | Mats Andersson                   | Socialdemokraterna               | 30 november 2021                 | Magdalena Andersson              | Statsminister                                                             | 18 oktober 2022                  |                                  | Andersson                        |
|                                                 | Karin Wallensteen                | Socialdemokraterna               | 30 november 2021                 | Magdalena Andersson              | Statsminister                                                             | 23 april 2022                    |                                  | Andersson                        |
|                                                 | Karin Wallensteen                | Socialdemokraterna               | Stefan Löfven                    | 22 januari 2019                  | Statsminister                                                             | 30 november 2021                 | Löfven III, Löfven II            |                                  |
|                                                 | Madeleine Harby Samuelsson       | Socialdemokraterna               | Stefan Löfven                    | 22 januari 2019                  | Statsminister                                                             | 30 november 2021                 | Löfven III, Löfven II            |                                  |
|                                                 | Kristina Persdotter              | Socialdemokraterna               | Stefan Löfven                    | 28 augusti 2017                  | Statsminister                                                             | 22 januari 2019                  | Löfven I                         |                                  |
|                                                 | Hans Dahlgren                    | Socialdemokraterna               | Stefan Löfven                    | 4 oktober 2014                   | Statsminister                                                             | 22 januari 2019                  | Löfven I                         |                                  |
|                                                 | Katarina Areskoug Mascarenhas    | Obunden                          |                                  | Fredrik Reinfeldt                | Statsminister                                                             | 7 oktober 2010                   | 3 oktober 2014                   | Reinfeldt                        |
|                                                 | Per Schlingmann                  | Moderaterna                      | 5 oktober 2010                   | Fredrik Reinfeldt                | Statsminister                                                             | 19 november 2012                 |                                  | Reinfeldt                        |
|                                                 | Gustaf Lind                      | Moderaterna                      | 1 september 2008                 | Fredrik Reinfeldt                | Statsminister                                                             | 7 oktober 2010                   |                                  | Reinfeldt                        |
|                                                 | Nicola Clase                     | Obunden                          | 7 oktober 2006                   | Fredrik Reinfeldt                | Statsminister                                                             | 1 september 2008                 |                                  | Reinfeldt                        |
| Övriga statssekreterare på statsrådsberedningen |                                  |                                  |                                  |                                  |                                                                           |                                  |                                  |                                  |
|                                                 | Paula Carvalho Olovsson          | Socialdemokraterna               |                                  | Hans Dahlgren                    | EU-minister                                                               | 22 januari 2019                  | 18 oktober 2022                  | Andersson, Löfven III, Löfven II |
|                                                 | Emil Högberg                     | Socialdemokraterna               |                                  | Ibrahim Baylan                   | Energiminister Samordningsminister                                        | 1 augusti 2017                   | 22 januari 2019                  | Löfven I                         |
|                                                 | Nils Vikmång                     | Socialdemokraterna               | 25 maj 2016                      | Ibrahim Baylan                   | Energiminister Samordningsminister                                        | 1 augusti 2017                   |                                  | Löfven I                         |
|                                                 | Maja Fjaestad                    | Socialdemokraterna               |                                  | Kristina Persson                 | Minister för strategi- och framtidsfrågor Minister för nordiskt samarbete | 4 oktober 2014                   | 25 maj 2016                      | Löfven I                         |
|                                                 | Oscar Wåglund Söderström         | Folkpartiet                      |                                  | Birgitta Ohlsson                 | EU-minister Konsumentminister Demokratiminister                           | 5 oktober 2010                   | 3 oktober 2014                   | Reinfeldt                        |
|                                                 | Amelie von Zweigbergk            | Folkpartiet                      | EU-minister                      | Birgitta Ohlsson                 | 2 februari 2010                                                           | 5 oktober 2010                   |                                  | Reinfeldt                        |
|                                                 | Maria Åsenius                    | Folkpartiet                      | EU-minister                      |                                  | Cecilia Malmström                                                         | 20 oktober 2008                  | 22 januari 2010                  | Reinfeldt                        |
|                                                 | Håkan Jonsson                    | Obunden                          | EU-minister                      | 7 oktober 2006                   | Cecilia Malmström                                                         | 20 oktober 2008                  |                                  | Reinfeldt                        |
| Samordningskansliet                             |                                  |                                  |                                  |                                  |                                                                           |                                  |                                  |                                  |
|                                                 | Maria Ferm                       | Miljöpartiet                     | Samordningskansliet              | Samordningskansliet              | Samordningskansliet                                                       | 22 januari 2019                  | 30 november 2021                 | Löfven III, Löfven II            |
|                                                 | Mats Andersson                   | Socialdemokraterna               | Samordningskansliet              | Samordningskansliet              | Samordningskansliet                                                       | 4 oktober 2014                   | 30 november 2021                 | Löfven III, Löfven II, Löfven I  |
|                                                 | Gunvor G. Ericson                | Miljöpartiet                     | Samordningskansliet              | Samordningskansliet              | Samordningskansliet                                                       | 9 juni 2016                      | 22 januari 2019                  | Löfven I                         |
|                                                 | Per Ängquist                     | Miljöpartiet                     | Samordningskansliet              | Samordningskansliet              | Samordningskansliet                                                       | 4 oktober 2014                   | 9 juni 2016                      | Löfven I                         |
|                                                 | Mikael Sandström                 | Moderaterna                      | Samordningskansliet              | Samordningskansliet              | Samordningskansliet                                                       | 7 oktober 2006                   | 3 oktober 2014                   | Reinfeldt                        |
|                                                 | Johan Britz                      | Folkpartiet                      | Samordningskansliet              | Samordningskansliet              | Samordningskansliet                                                       | 21 januari 2013                  | 3 oktober 2014                   | Reinfeldt                        |
|                                                 | Magnus Wallerå                   | Centerpartiet                    | Samordningskansliet              | Samordningskansliet              | Samordningskansliet                                                       | 5 oktober 2010                   | 3 oktober 2014                   | Reinfeldt                        |
|                                                 | Jakob Forssmed                   | Kristdemokraterna                | Samordningskansliet              | Samordningskansliet              | Samordningskansliet                                                       | 7 oktober 2006                   | 3 oktober 2014                   | Reinfeldt                        |
|                                                 | Helena Dyrssen                   | Folkpartiet                      | Samordningskansliet              | Samordningskansliet              | Samordningskansliet                                                       | 7 oktober 2006                   | 21 januari 2013                  | Reinfeldt                        |
|                                                 | Anna-Karin Hatt                  | Centerpartiet                    | Samordningskansliet              | Samordningskansliet              | Samordningskansliet                                                       | 7 oktober 2006                   | 5 oktober 2010                   | Reinfeldt                        |

### Arbetsmarknadsdepartementet
| Statssekreterare                                       | Statssekreterare                             | Parti                                        | Statsråd                                     | Statsråd                                     | Ministerportfölj                                     | Tillträdde                                   | Avgick                                       | Regering                                     |
| Statssekreterare hos arbetsmarknadsministern           | Statssekreterare hos arbetsmarknadsministern | Statssekreterare hos arbetsmarknadsministern | Statssekreterare hos arbetsmarknadsministern | Statssekreterare hos arbetsmarknadsministern | Statssekreterare hos arbetsmarknadsministern         | Statssekreterare hos arbetsmarknadsministern | Statssekreterare hos arbetsmarknadsministern | Statssekreterare hos arbetsmarknadsministern |
| ------------------------------------------------------ | -------------------------------------------- | -------------------------------------------- | -------------------------------------------- | -------------------------------------------- | ---------------------------------------------------- | -------------------------------------------- | -------------------------------------------- | -------------------------------------------- |
|                                                        | Roger Mörtvik                                | Socialdemokraterna                           |                                              | Eva Nordmark                                 | Arbetsmarknadsminister Jämställdhetsminister (2021–) | 3 oktober 2019                               | 18 oktober 2022                              | Andersson, Löfven III, Löfven II             |
|                                                        | Rasmus Cruce Naeyé                           | Socialdemokraterna                           | 10 september 2019                            | Eva Nordmark                                 | Arbetsmarknadsminister Jämställdhetsminister (2021–) | 18 oktober 2022                              |                                              | Andersson, Löfven III, Löfven II             |
|                                                        | Rasmus Cruce Naeyé                           | Socialdemokraterna                           | Ylva Johansson                               | Arbetsmarknadsminister                       | 16 maj 2019                                          | 10 september 2019                            | Löfven II                                    |                                              |
|                                                        | Annika Dahl                                  | Socialdemokraterna                           | Ylva Johansson                               | Arbetsmarknadsminister                       | 22 januari 2019                                      | 3 oktober 2019                               | Löfven II                                    |                                              |
|                                                        | Irene Wennemo                                | Obunden                                      | Ylva Johansson                               | Arbetsmarknadsminister                       | 20 oktober 2014                                      | 22 januari 2019                              | Löfven I                                     |                                              |
|                                                        | Erik Nilsson                                 | Socialdemokraterna                           | Ylva Johansson                               | Arbetsmarknadsminister                       | 4 oktober 2014                                       | 15 september 2016                            | Löfven I                                     |                                              |
| Övriga statssekreterare på arbetsmarknadsdepartementet |                                              |                                              |                                              |                                              |                                                      |                                              |                                              |                                              |
|                                                        | Mattias Landgren                             | Socialdemokraterna                           |                                              | Johan Danielsson                             | Bostadsminister                                      | 6 december 2021                              | 18 oktober 2022                              | Andersson                                    |
|                                                        | Elin Olsson                                  | Miljöpartiet                                 |                                              | Märta Stenevi                                | Jämställdhetsminister Bostadsminister                | 5 februari 2021                              | 30 november 2021                             | Löfven III, Löfven II                        |
|                                                        | Karin Strandås                               | Miljöpartiet                                 | 5 februari 2021                              | Märta Stenevi                                | Jämställdhetsminister Bostadsminister                | 30 november 2021                             |                                              | Löfven III, Löfven II                        |
|                                                        | Karin Strandås                               | Miljöpartiet                                 | Åsa Lindhagen                                | Jämställdhetsminister                        | 22 januari 2019                                      | 5 februari 2021                              | Löfven II                                    |                                              |
|                                                        | Jasenko Selimović                            | Folkpartiet                                  |                                              | Erik Ullenhag                                | Integrationsminister                                 | 11 oktober 2010                              | 2014                                         | Reinfeldt                                    |

### Finansdepartementet
| Statssekreterare                               | Statssekreterare                     | Parti                                | Statsråd                             | Statsråd                                 | Ministerportfölj                                      | Tillträdde                           | Avgick                               | Regering                             |
| Statssekreterare hos finansministern           | Statssekreterare hos finansministern | Statssekreterare hos finansministern | Statssekreterare hos finansministern | Statssekreterare hos finansministern     | Statssekreterare hos finansministern                  | Statssekreterare hos finansministern | Statssekreterare hos finansministern | Statssekreterare hos finansministern |
| ---------------------------------------------- | ------------------------------------ | ------------------------------------ | ------------------------------------ | ---------------------------------------- | ----------------------------------------------------- | ------------------------------------ | ------------------------------------ | ------------------------------------ |
|                                                | Tora Hansjons                        | Socialdemokraterna                   |                                      | Mikael Damberg                           | Finansminister                                        | 30 november 2021                     | 18 oktober 2022                      | Andersson                            |
|                                                | Elin Eliasson                        | Socialdemokraterna                   | 30 november 2021                     | Mikael Damberg                           | Finansminister                                        | 18 oktober 2022                      | Andersson                            |                                      |
| Socialdemokraterna                             | Elin Eliasson                        |                                      | Magdalena Andersson                  | 11 januari 2021                          | Finansminister                                        | 30 november 2021                     | Löfven III, Löfven II                |                                      |
|                                                | Fredrik Olovsson                     | Socialdemokraterna                   |                                      | Mikael Damberg                           | Finansminister                                        | 30 november 2021                     | 18 oktober 2022                      | Andersson                            |
|                                                | Fredrik Olovsson                     | Socialdemokraterna                   | Magdalena Andersson                  | 1 oktober 2020                           | Finansminister                                        | 30 november 2021                     | Löfven III, Löfven II                |                                      |
|                                                | Emma Lennartsson                     | Socialdemokraterna                   | Magdalena Andersson                  | 22 januari 2019                          | Finansminister                                        | 30 november 2021                     | Löfven III, Löfven II                |                                      |
|                                                | Max Elger                            | Socialdemokraterna                   | Magdalena Andersson                  | 4 oktober 2014                           | Finansminister                                        | 30 november 2021                     | Löfven III, Löfven II, Löfven I      |                                      |
|                                                | Leif Jakobsson                       | Socialdemokraterna                   | Magdalena Andersson                  | 15 juni 2016                             | Finansminister                                        | 9 juli 2021                          | Löfven II, Löfven I                  |                                      |
|                                                | Karolina Ekholm                      | Obunden                              | Magdalena Andersson                  | 4 oktober 2014                           | Finansminister                                        | 22 januari 2019                      | Löfven I                             |                                      |
|                                                | Charlotte Svensson                   | Socialdemokraterna                   | Magdalena Andersson                  | 4 oktober 2014                           | Finansminister                                        | 15 juni 2016                         | Löfven I                             |                                      |
|                                                | Susanne Ackum                        | Obunden                              |                                      | Anders Borg                              | Finansminister                                        | januari 2010                         | 3 oktober 2014                       | Reinfeldt                            |
|                                                | Michael Lundholm                     | Moderaterna                          | 1 februari 2013                      | Anders Borg                              | Finansminister                                        | 3 oktober 2014                       |                                      | Reinfeldt                            |
|                                                | Hans Lindberg                        | Moderaterna                          | 17 februari 2010                     | Anders Borg                              | Finansminister                                        | 3 oktober 2014                       |                                      | Reinfeldt                            |
|                                                | Hans Lindblad                        | Moderaterna                          | 7 oktober 2006                       | Anders Borg                              | Finansminister                                        | 1 februari 2013                      |                                      | Reinfeldt                            |
|                                                | Ingemar Hansson                      | Obunden                              | 2 november 2006                      | Anders Borg                              | Finansminister                                        | 17 februari 2010                     |                                      | Reinfeldt                            |
|                                                | Per Jansson                          | Obunden                              | 7 oktober 2006                       | Anders Borg                              | Finansminister                                        | december 2009                        |                                      | Reinfeldt                            |
| Övriga statssekreterare på finansdepartementet |                                      |                                      |                                      |                                          |                                                       |                                      |                                      |                                      |
|                                                | Therese Pelow                        | Socialdemokraterna                   |                                      | Max Elger                                | Finansmarknadsminister                                | 6 december 2021                      | 18 oktober 2022                      | Andersson                            |
|                                                | Annika Andersson Ribbing             | Socialdemokraterna                   |                                      | Ida Karkiainen                           | Civilminister                                         | 6 december 2021                      | 18 oktober 2022                      | Andersson                            |
|                                                | Malin Quick Oljelund                 | Socialdemokraterna                   |                                      | Lena Micko                               | Civilminister                                         | 3 oktober 2019                       | 30 november 2021                     | Löfven III, Löfven II                |
|                                                | Ulf Holm                             | Miljöpartiet                         |                                      | Åsa Lindhagen                            | Finansmarknadsminister                                | 9 februari 2021                      | 30 november 2021                     | Löfven III, Löfven II                |
|                                                | Ulf Holm                             | Miljöpartiet                         | Per Bolund                           | Finansmarknadsminister Konsumentminister | 4 oktober 2014                                        | 9 februari 2021                      | Löfven II, Löfven I                  |                                      |
|                                                | Elin Olsson                          |                                      |                                      | Per Bolund                               | Bostadsminister                                       | 22 januari 2019                      | 5 februari 2021                      | Löfven II                            |
|                                                | Alejandro Firpo                      | Socialdemokraterna                   |                                      | Ardalan Shekarabi                        | Civilminister                                         | 30 mars 2017                         | 3 oktober 2019                       | Löfven II, Löfven I                  |
|                                                | Annelie Roswall Ljunggren            | Socialdemokraterna                   | 4 oktober 2014                       | Ardalan Shekarabi                        | Civilminister                                         | 30 mars 2017                         | Löfven I                             |                                      |
|                                                | Erik Thedéen                         | Obunden                              |                                      | Peter Norman                             | Finansmarknadsminister                                | 5 oktober 2010                       | 3 oktober 2014                       | Reinfeldt                            |
|                                                | Johanna Lybeck Lilja                 | Moderaterna                          | 5 oktober 2010                       | Peter Norman                             | Finansmarknadsminister                                | 3 oktober 2014                       |                                      | Reinfeldt                            |
|                                                | Dan Ericsson                         | Kristdemokraterna                    |                                      | Mats Odell                               | Finansmarknadsminister Bostadsminister Kommunminister | 9 december 2006                      | 5 oktober 2010                       | Reinfeldt                            |
|                                                | Urban Karlström                      | Obunden                              | 18 oktober 2007                      | Mats Odell                               | Finansmarknadsminister Bostadsminister Kommunminister | 5 oktober 2010                       |                                      | Reinfeldt                            |
|                                                | Urban Funered                        | Obunden                              | 10 september 2007                    | Mats Odell                               | Finansmarknadsminister Bostadsminister Kommunminister | 2 oktober 2007                       |                                      | Reinfeldt                            |

### Försvarsdepartementet
| Statssekreterare                       | Statssekreterare                       | Parti                                  | Statsråd                               | Statsråd                               | Ministerportfölj                       | Tillträdde                             | Avgick                                 | Regering                               |
| Statssekreterare hos försvarsministern | Statssekreterare hos försvarsministern | Statssekreterare hos försvarsministern | Statssekreterare hos försvarsministern | Statssekreterare hos försvarsministern | Statssekreterare hos försvarsministern | Statssekreterare hos försvarsministern | Statssekreterare hos försvarsministern | Statssekreterare hos försvarsministern |
| -------------------------------------- | -------------------------------------- | -------------------------------------- | -------------------------------------- | -------------------------------------- | -------------------------------------- | -------------------------------------- | -------------------------------------- | -------------------------------------- |
|                                        | Jan-Olof Lind                          | Obunden                                |                                        | Peter Hultqvist                        | Försvarsminister                       | 22 januari 2019                        | 18 oktober 2022                        | Andersson, Löfven III, Löfven II       |
|                                        | Jan Salestrand                         | Obunden                                | 7 oktober 2014                         | Peter Hultqvist                        | Försvarsminister                       | 1 oktober 2018                         | Löfven I                               |                                        |

### Infrastrukturdepartementet
| Statssekreterare                                      | Statssekreterare                            | Parti                                       | Statsråd                                    | Statsråd                                    | Ministerportfölj                            | Tillträdde                                  | Avgick                                      | Regering                                    |
| Statssekreterare hos infrastrukturministern           | Statssekreterare hos infrastrukturministern | Statssekreterare hos infrastrukturministern | Statssekreterare hos infrastrukturministern | Statssekreterare hos infrastrukturministern | Statssekreterare hos infrastrukturministern | Statssekreterare hos infrastrukturministern | Statssekreterare hos infrastrukturministern | Statssekreterare hos infrastrukturministern |
| ----------------------------------------------------- | ------------------------------------------- | ------------------------------------------- | ------------------------------------------- | ------------------------------------------- | ------------------------------------------- | ------------------------------------------- | ------------------------------------------- | ------------------------------------------- |
|                                                       | Malin Cederfeldt Östberg                    | Socialdemokraterna                          |                                             | Tomas Eneroth                               | Infrastrukturminister                       | 3 augusti 2020                              | 18 oktober 2022                             | Andersson, Löfven III, Löfven II            |
|                                                       | Mattias Landgren                            | Socialdemokraterna                          | 22 januari 2019                             | Tomas Eneroth                               | Infrastrukturminister                       | 3 augusti 2020                              | Löfven II                                   |                                             |
| Övriga statssekreterare på infrastrukturdepartementet |                                             |                                             |                                             |                                             |                                             |                                             |                                             |                                             |
|                                                       | Per Callenberg                              | Socialdemokraterna                          |                                             | Khashayar Farmanbar                         | Energiminister Digitaliseringsminister      | 6 december 2021                             | 18 oktober 2022                             | Andersson                                   |
|                                                       | Sebastian de Toro                           | Socialdemokraterna                          |                                             | Anders Ygeman                               | Energiminister Digitaliseringsminister      | 22 januari 2019                             | 30 november 2021                            | Löfven III, Löfven II                       |

### Justitiedepartementet
| Statssekreterare                                 | Statssekreterare                       | Parti                                  | Statsråd                               | Statsråd                               | Ministerportfölj                                        | Tillträdde                             | Avgick                                     | Regering                                   |
| Statssekreterare hos justitieministern           | Statssekreterare hos justitieministern | Statssekreterare hos justitieministern | Statssekreterare hos justitieministern | Statssekreterare hos justitieministern | Statssekreterare hos justitieministern                  | Statssekreterare hos justitieministern | Statssekreterare hos justitieministern     | Statssekreterare hos justitieministern     |
| ------------------------------------------------ | -------------------------------------- | -------------------------------------- | -------------------------------------- | -------------------------------------- | ------------------------------------------------------- | -------------------------------------- | ------------------------------------------ | ------------------------------------------ |
|                                                  | Catharina Espmark                      | Socialdemokraterna                     |                                        | Morgan Johansson                       | Justitieminister                                        | 20 oktober 2014                        | 18 oktober 2022                            | Andersson, Löfven III, Löfven II, Löfven I |
| Inrikesminister                                  | Catharina Espmark                      | Socialdemokraterna                     | 30 november 2021                       | Morgan Johansson                       | 18 oktober 2022                                         | Andersson                              |                                            |                                            |
| Inrikesminister                                  | Catharina Espmark                      | Socialdemokraterna                     | 27 juli 2017                           | Morgan Johansson                       | 21 januari 2019                                         | Löfven I                               |                                            |                                            |
| Migrationsminister                               | Catharina Espmark                      | Socialdemokraterna                     | 22 januari 2019                        | Morgan Johansson                       | 30 november 2021                                        | Löfven III, Löfven II                  |                                            |                                            |
| Migrationsminister                               | Catharina Espmark                      | Socialdemokraterna                     | 20 oktober 2014                        | Morgan Johansson                       | 27 juli 2017                                            | Löfven I                               |                                            |                                            |
|                                                  | Lars Westbratt                         | Socialdemokraterna                     | Justitieminister                       | Morgan Johansson                       | 8 oktober 2014                                          | 18 oktober 2022                        | Andersson, Löfven III, Löfven II, Löfven I |                                            |
| Inrikesminister                                  | Lars Westbratt                         | Socialdemokraterna                     | 30 november 2021                       | Morgan Johansson                       | 18 oktober 2022                                         | Andersson                              |                                            |                                            |
| Inrikesminister                                  | Lars Westbratt                         | Socialdemokraterna                     | 27 juli 2017                           | Morgan Johansson                       | 21 januari 2019                                         | Löfven I                               |                                            |                                            |
| Migrationsminister                               | Lars Westbratt                         | Socialdemokraterna                     | 22 januari 2019                        | Morgan Johansson                       | 30 november 2021                                        | Löfven III, Löfven II                  |                                            |                                            |
| Migrationsminister                               | Lars Westbratt                         | Socialdemokraterna                     | 8 oktober 2014                         | Morgan Johansson                       | 27 juli 2017                                            | Löfven I                               |                                            |                                            |
|                                                  | Charlotte Svensson                     | Socialdemokraterna                     | Justitieminister Inrikesminister       | Morgan Johansson                       | 27 juli 2017                                            | 22 januari 2019                        | Löfven I                                   |                                            |
| Övriga statssekreterare på justitiedepartementet |                                        |                                        |                                        |                                        |                                                         |                                        |                                            |                                            |
|                                                  | Sebastian de Toro                      | Socialdemokraterna                     |                                        | Anders Ygeman                          | Integrationsminister Migrationsminister Idrottsminister | 2 december 2021                        | 18 oktober 2022                            | Andersson                                  |
|                                                  | Elin Almqvist                          | Socialdemokraterna                     | 30 november 2021                       | Anders Ygeman                          | Integrationsminister Migrationsminister Idrottsminister | 18 oktober 2022                        |                                            | Andersson                                  |
|                                                  | Elisabeth Backteman                    | Socialdemokraterna                     |                                        | Mikael Damberg                         | Inrikesminister                                         | 24 mars 2020                           | 30 november 2021                           | Löfven III, Löfven II                      |
|                                                  | Oskar Magnusson                        | Socialdemokraterna                     | 22 januari 2019                        | Mikael Damberg                         | Inrikesminister                                         | 31 juli 2020                           |                                            | Löfven III, Löfven II                      |
|                                                  | Charlotte Svensson                     | Socialdemokraterna                     |                                        | Anders Ygeman                          | Inrikesminister                                         | 2 augusti 2016                         | 27 juli 2017                               | Löfven I                                   |
|                                                  | Ann Linde                              | Socialdemokraterna                     | 9 oktober 2014                         | Anders Ygeman                          | Inrikesminister                                         | 25 maj 2016                            |                                            | Löfven I                                   |

### Kulturdepartementet
| Statssekreterare                     | Statssekreterare                     | Parti                                | Statsråd                             | Statsråd                             | Ministerportfölj                                 | Tillträdde                           | Avgick                               | Regering                             |
| Statssekreterare hos kulturministern | Statssekreterare hos kulturministern | Statssekreterare hos kulturministern | Statssekreterare hos kulturministern | Statssekreterare hos kulturministern | Statssekreterare hos kulturministern             | Statssekreterare hos kulturministern | Statssekreterare hos kulturministern | Statssekreterare hos kulturministern |
| ------------------------------------ | ------------------------------------ | ------------------------------------ | ------------------------------------ | ------------------------------------ | ------------------------------------------------ | ------------------------------------ | ------------------------------------ | ------------------------------------ |
|                                      | Nina Andersson                       | Socialdemokraterna                   |                                      | Jeanette Gustafsdotter               | Kulturminister Demokratiminister                 | 6 december 2021                      | 18 oktober 2022                      | Andersson                            |
|                                      | Emma Rung                            | Miljöpartiet                         |                                      | Amanda Lind                          | Kulturminister Idrottsminister Demokratiminister | 15 juli 2021                         | 30 november 2021                     | Löfven III                           |
|                                      | Helene Öberg                         | Miljöpartiet                         | 22 januari 2019                      | Amanda Lind                          | Kulturminister Idrottsminister Demokratiminister | 9 juli 2021                          | Löfven II                            |                                      |
|                                      | Per Olsson Fridh                     | Miljöpartiet                         |                                      | Alice Bah Kuhnke                     | Kulturminister Idrottsminister Demokratiminister | oktober 2014                         | 31 december 2018                     | Löfven I                             |

### Miljödepartementet
| Statssekreterare                              | Statssekreterare                    | Parti                               | Statsråd                            | Statsråd                            | Ministerportfölj                    | Tillträdde                          | Avgick                              | Regering                            |
| Statssekreterare hos miljöministern           | Statssekreterare hos miljöministern | Statssekreterare hos miljöministern | Statssekreterare hos miljöministern | Statssekreterare hos miljöministern | Statssekreterare hos miljöministern | Statssekreterare hos miljöministern | Statssekreterare hos miljöministern | Statssekreterare hos miljöministern |
| --------------------------------------------- | ----------------------------------- | ----------------------------------- | ----------------------------------- | ----------------------------------- | ----------------------------------- | ----------------------------------- | ----------------------------------- | ----------------------------------- |
|                                               | Anders Grönvall                     | Socialdemokraterna                  |                                     | Annika Strandhäll                   | Miljö- och klimatminister           | 6 december 2021                     | 18 oktober 2022                     | Andersson                           |
|                                               | Anders Mankler                      | Miljöpartiet                        |                                     | Per Bolund                          | Miljö- och klimatminister           | 5 februari 2021                     | 30 november 2021                    | Löfven III, Löfven II               |
|                                               | Annika Jacobson                     | Miljöpartiet                        | 5 februari 2021                     | Per Bolund                          | Miljö- och klimatminister           | 30 november 2021                    |                                     | Löfven III, Löfven II               |
|                                               | Eva Svedling                        | Miljöpartiet                        |                                     | Isabella Lövin                      | Miljö- och klimatminister           | 22 januari 2019                     | 5 februari 2021                     | Löfven II                           |
|                                               | Gunvor G. Ericson                   | Miljöpartiet                        | 22 januari 2019                     | Isabella Lövin                      | Miljö- och klimatminister           | 5 februari 2021                     |                                     | Löfven II                           |
|                                               | ?                                   | ?                                   |                                     | Karolina Skog                       | Miljöminister                       | ?                                   | 21 januari 2021                     | Löfven I                            |
|                                               | Yvonne Ruwaida                      | Miljöpartiet                        |                                     | Åsa Romson                          | Miljö- och klimatminister           | 14 oktober 2014                     | 25 maj 2016                         | Löfven I                            |
|                                               | Göran Enander                       | Obunden                             | 4 oktober 2014                      | Åsa Romson                          | Miljö- och klimatminister           | 2015                                |                                     | Löfven I                            |
| Övriga statssekreterare på miljödepartementet |                                     |                                     |                                     |                                     |                                     |                                     |                                     |                                     |
|                                               | Nils Vikmång                        | Socialdemokraterna                  |                                     | Ibrahim Baylan                      | Energiminister                      | oktober 2014                        | 25 maj 2016                         | Löfven I                            |

### Näringsdepartementet
| Statssekreterare                                | Statssekreterare                      | Parti                                 | Statsråd                              | Statsråd                              | Ministerportfölj                      | Tillträdde                            | Avgick                                | Regering                              |
| Statssekreterare hos näringsministern           | Statssekreterare hos näringsministern | Statssekreterare hos näringsministern | Statssekreterare hos näringsministern | Statssekreterare hos näringsministern | Statssekreterare hos näringsministern | Statssekreterare hos näringsministern | Statssekreterare hos näringsministern | Statssekreterare hos näringsministern |
| ----------------------------------------------- | ------------------------------------- | ------------------------------------- | ------------------------------------- | ------------------------------------- | ------------------------------------- | ------------------------------------- | ------------------------------------- | ------------------------------------- |
|                                                 | Stina Billinger                       | Socialdemokraterna                    |                                       | Karl-Petter Thorwaldsson              | Näringsminister                       | 2 december 2021                       | 18 oktober 2022                       | Andersson                             |
|                                                 | Stina Billinger                       | Socialdemokraterna                    | Ibrahim Baylan                        | 22 januari 2019                       | Näringsminister                       | 30 november 2021                      | Löfven III, Löfven II                 |                                       |
|                                                 | Emil Högberg                          | Socialdemokraterna                    |                                       | Karl-Petter Thorwaldsson              | Näringsminister                       | 2 december 2021                       | 18 oktober 2022                       | Andersson                             |
|                                                 | Emil Högberg                          | Socialdemokraterna                    | Ibrahim Baylan                        | 22 januari 2019                       | Näringsminister                       | 30 november 2021                      | Löfven III, Löfven II                 |                                       |
|                                                 | Per Callenberg                        | Socialdemokraterna                    | Ibrahim Baylan                        | 9 juli 2021                           | Näringsminister                       | 30 november 2021                      | Löfven III                            |                                       |
| Övriga statssekreterare på näringsdepartementet |                                       |                                       |                                       |                                       |                                       |                                       |                                       |                                       |
|                                                 | Oskar Magnusson                       | Socialdemokraterna                    |                                       | Anna-Caren Sätherberg                 | Landsbygdsminister                    | 6 december 2021                       | 18 oktober 2022                       | Andersson                             |
|                                                 | Per Callenberg                        | Socialdemokraterna                    |                                       | Jennie Nilsson                        | Landsbygdsminister                    | 22 januari 2019                       | 9 juli 2021                           | Löfven II                             |
|                                                 | Elisabeth Backteman                   | Socialdemokraterna                    |                                       | Sven-Erik Bucht                       | Landsbygdsminister                    | 17 oktober 2014                       | 22 januari 2019                       | Löfven I                              |

### Socialdepartementet
| Statssekreterare                               | Statssekreterare                     | Parti                                | Statsråd                             | Statsråd                                            | Ministerportfölj                     | Tillträdde                           | Avgick                               | Regering                             |
| Statssekreterare hos socialministern           | Statssekreterare hos socialministern | Statssekreterare hos socialministern | Statssekreterare hos socialministern | Statssekreterare hos socialministern                | Statssekreterare hos socialministern | Statssekreterare hos socialministern | Statssekreterare hos socialministern | Statssekreterare hos socialministern |
| ---------------------------------------------- | ------------------------------------ | ------------------------------------ | ------------------------------------ | --------------------------------------------------- | ------------------------------------ | ------------------------------------ | ------------------------------------ | ------------------------------------ |
|                                                | Maja Fjaestad                        | Socialdemokraterna                   |                                      | Lena Hallengren Ardalan Shekarabi (6 oktober 2022–) | Socialminister                       | 22 januari 2019                      | 18 oktober 2022                      | Andersson, Löfven III, Löfven II     |
|                                                | Tobias Lundin Gerdås                 | Socialdemokraterna                   | 13 februari 2020                     | Lena Hallengren Ardalan Shekarabi (6 oktober 2022–) | Socialminister                       | 18 oktober 2022                      |                                      | Andersson, Löfven III, Löfven II     |
|                                                | Elin Almqvist                        | Socialdemokraterna                   | 1 januari 2021                       | Lena Hallengren Ardalan Shekarabi (6 oktober 2022–) | Socialminister                       | 30 november 2021                     | Löfven III, Löfven II                |                                      |
| Övriga statssekreterare på socialdepartementet |                                      |                                      |                                      |                                                     |                                      |                                      |                                      |                                      |
|                                                | Per-Anders Sunesson                  | Obunden                              |                                      | Acko Ankarberg Johansson                            | Sjukvårdsminister                    | 18 oktober 2022                      | 7 november 2022                      | Kristersson                          |
|                                                | Alejandro Firpo                      | Socialdemokraterna                   |                                      | Ardalan Shekarabi                                   | Socialförsäkringsminister            | 3 oktober 2019                       | 18 oktober 2022                      | Andersson, Löfven III, Löfven II     |
|                                                | Roger Mörtvik                        | Socialdemokraterna                   |                                      | Annika Strandhäll                                   | Socialförsäkringsminister            | 24 januari 2019                      | 3 oktober 2019                       | Löfven II                            |
|                                                | Therese Svanström Andersson          | Socialdemokraterna                   | 4 oktober 2014                       | Annika Strandhäll                                   | Socialförsäkringsminister            |                                      | Löfven I                             |                                      |

### Utbildningsdepartementet
| Statssekreterare                                    | Statssekreterare                          | Parti                                     | Statsråd                                  | Statsråd                                  | Ministerportfölj                            | Tillträdde                                | Avgick                                    | Regering                                  |
| Statssekreterare hos utbildningsministern           | Statssekreterare hos utbildningsministern | Statssekreterare hos utbildningsministern | Statssekreterare hos utbildningsministern | Statssekreterare hos utbildningsministern | Statssekreterare hos utbildningsministern   | Statssekreterare hos utbildningsministern | Statssekreterare hos utbildningsministern | Statssekreterare hos utbildningsministern |
| --------------------------------------------------- | ----------------------------------------- | ----------------------------------------- | ----------------------------------------- | ----------------------------------------- | ------------------------------------------- | ----------------------------------------- | ----------------------------------------- | ----------------------------------------- |
|                                                     | Samuel Engblom                            | Socialdemokraterna                        |                                           | Anna Ekström                              | Utbildningsminister                         | 6 december 2021                           | 18 oktober 2022                           | Andersson                                 |
|                                                     | Kristina Persdotter                       | Socialdemokraterna                        | 2 maj 2019                                | Anna Ekström                              | Utbildningsminister                         | 18 oktober 2022                           | Andersson, Löfven III, Löfven II          |                                           |
|                                                     | Erik Nilsson                              | Socialdemokraterna                        | 22 januari 2019                           | Anna Ekström                              | Utbildningsminister                         | 30 november 2021                          | Löfven III, Löfven II                     |                                           |
|                                                     | Helene Öberg                              | Miljöpartiet                              |                                           | Gustav Fridolin                           | Utbildningsminister                         | 4 oktober 2014                            | 21 januari 2019                           | Löfven I                                  |
| Övriga statssekreterare på utbildningsdepartementet |                                           |                                           |                                           |                                           |                                             |                                           |                                           |                                           |
|                                                     | Emma Ölmebäck                             | Socialdemokraterna                        |                                           | Lina Axelsson Kihlblom                    | Skolminister                                | 6 december 2021                           | 18 oktober 2022                           | Andersson                                 |
|                                                     | Stefan Engström                           | Socialdemokraterna                        |                                           | Matilda Ernkrans                          | Minister för högre utbildning och forskning | 3 augusti 2020                            | 30 november 2021                          | Löfven III, Löfven II                     |
|                                                     | Malin Cederfeldt Östberg                  | Socialdemokraterna                        | 22 januari 2019                           | Matilda Ernkrans                          | Minister för högre utbildning och forskning | 3 augusti 2020                            | Löfven II                                 |                                           |
|                                                     | Erik Nilsson                              | Socialdemokraterna                        |                                           | Anna Ekström                              | Gymnasieminister Kunskapslyftsminister      | 15 september 2016                         | 22 januari 2019                           | Löfven I                                  |

### Utrikesdepartementet
| Statssekreterare                                | Statssekreterare     | Parti                | Statsråd             | Statsråd             | Ministerportfölj                                       | Tillträdde           | Avgick               | Regering                         |
| Kabinettssekreterare                            | Kabinettssekreterare | Kabinettssekreterare | Kabinettssekreterare | Kabinettssekreterare | Kabinettssekreterare                                   | Kabinettssekreterare | Kabinettssekreterare | Kabinettssekreterare             |
| ----------------------------------------------- | -------------------- | -------------------- | -------------------- | -------------------- | ------------------------------------------------------ | -------------------- | -------------------- | -------------------------------- |
|                                                 | Robert Rydberg       | Obunden              |                      | Ann Linde            | Utrikesminister                                        | 11 december 2019     | 18 oktober 2022      | Andersson, Löfven III, Löfven II |
|                                                 | Annika Söder         | Socialdemokraterna   | 10 september 2019    | Ann Linde            | Utrikesminister                                        | 11 december 2019     | Löfven II, Löfven I  |                                  |
|                                                 | Annika Söder         | Socialdemokraterna   | Margot Wallström     | 4 oktober 2014       | Utrikesminister                                        | 10 september 2019    | Löfven II, Löfven I  |                                  |
|                                                 | Frank Belfrage       | Obunden              |                      | Carl Bildt           | Utrikesminister                                        | 7 oktober 2006       | 3 oktober 2014       | Reinfeldt                        |
|                                                 | Hans Dahlgren        | Socialdemokraterna   |                      | Jan Eliasson         | Utrikesminister                                        | 24 april 2006        | 6 oktober 2006       | Persson                          |
|                                                 | Hans Dahlgren        | Socialdemokraterna   | Laila Freivalds      | 10 oktober 2003      | Utrikesminister                                        | 21 mars 2006         |                      | Persson                          |
|                                                 | Hans Dahlgren        | Socialdemokraterna   | Anna Lindh           | 2000                 | Utrikesminister                                        | 11 september 2003    |                      | Persson                          |
|                                                 | Jan Eliasson         | Socialdemokraterna   | Anna Lindh           | 7 oktober 1998       | Utrikesminister                                        | 2000                 |                      | Persson                          |
|                                                 | Jan Eliasson         | Socialdemokraterna   | Lena Hjelm-Wallén    | 8 oktober 1994       | Utrikesminister                                        | 7 oktober 1998       | Persson              |                                  |
| Carlsson III                                    | Jan Eliasson         | Socialdemokraterna   | Lena Hjelm-Wallén    | 8 oktober 1994       | Utrikesminister                                        | 7 oktober 1998       |                      |                                  |
|                                                 | Lars-Åke Nilsson     | Obunden              |                      | Margaretha af Ugglas | Utrikesminister                                        | 5 oktober 1991       | 7 oktober 1994       | Bildt                            |
|                                                 | Pierre Schori        | Socialdemokraterna   |                      | Sten Andersson       | Utrikesminister                                        | 17 oktober 1985      | 4 oktober 1991       | Carlsson II                      |
| Carlsson I                                      | Pierre Schori        | Socialdemokraterna   |                      | Sten Andersson       | Utrikesminister                                        | 17 oktober 1985      | 4 oktober 1991       |                                  |
| Palme II                                        | Pierre Schori        | Socialdemokraterna   |                      | Sten Andersson       | Utrikesminister                                        | 17 oktober 1985      | 4 oktober 1991       |                                  |
|                                                 | Pierre Schori        | Socialdemokraterna   | Lennart Bodström     | 9 oktober 1982       | Utrikesminister                                        | 17 oktober 1985      | Palme II             |                                  |
| Statssekreterare hos biståndsministern          |                      |                      |                      |                      |                                                        |                      |                      |                                  |
|                                                 | Jenny Ohlsson        | Socialdemokraterna   |                      | Matilda Ernkrans     | Biståndsminister                                       | 2 december 2021      | 18 oktober 2022      | Andersson                        |
|                                                 | Janine Alm Ericson   | Miljöpartiet         |                      | Per Olsson Fridh     | Biståndsminister                                       | 5 februari 2021      | 30 november 2021     | Löfven III, Löfven II            |
|                                                 | Per Olsson Fridh     | Miljöpartiet         |                      | Peter Eriksson       | Biståndsminister                                       | 22 januari 2019      | 5 februari 2021      | Löfven II                        |
|                                                 | Eva Svedling         | Miljöpartiet         |                      | Isabella Lövin       | Biståndsminister Klimatminister                        | 25 maj 2016          | 22 januari 2019      | Löfven I                         |
|                                                 | Ulrika Modéer        | Miljöpartiet         |                      | Isabella Lövin       | Biståndsminister Klimatminister                        | 25 maj 2016          | 22 januari 2019      | Löfven I                         |
| Biståndsminister                                | Ulrika Modéer        | Miljöpartiet         | 4 oktober 2014       | Isabella Lövin       | 25 maj 2016                                            |                      |                      | Löfven I                         |
| Biståndsminister                                |                      | Tanja Rasmusson      | Moderaterna          |                      | Hillevi Engström                                       | 17 september 2013    | 3 oktober 2014       | Reinfeldt                        |
| Biståndsminister                                |                      | Hanna Hellquist      | Moderaterna          |                      | Gunilla Carlsson                                       | 31 mars 2011         | 17 september 2013    | Reinfeldt                        |
| Biståndsminister                                |                      | Joakim Stymne        | Obunden              | 7 oktober 2006       | Gunilla Carlsson                                       | 31 mars 2011         |                      | Reinfeldt                        |
| Övriga statssekreterare på utrikesdepartementet |                      |                      |                      |                      |                                                        |                      |                      |                                  |
|                                                 | Magnus Nilsson       | Socialdemokraterna   |                      | Ann Linde            | Utrikesminister                                        | 17 mars 2022         | 18 oktober 2022      | Andersson                        |
|                                                 | Krister Nilsson      | Socialdemokraterna   |                      | Anna Hallberg        | Utrikeshandelsminister Minister för nordiskt samarbete | 19 september 2019    | 18 oktober 2022      | Andersson, Löfven III, Löfven II |
|                                                 | Niklas Johansson     | Socialdemokraterna   |                      | Ann Linde            | Utrikeshandelsminister Minister för nordiskt samarbete | 22 januari 2019      | 19 september 2019    | Löfven II                        |
| EU-minister Handelsminister                     | Niklas Johansson     | Socialdemokraterna   | 24 maj 2018          | Ann Linde            | 22 januari 2019                                        | Löfven I             |                      |                                  |
| EU-minister Handelsminister                     |                      | Oscar Stenström      | Socialdemokraterna   | Ann Linde            | 26 maj 2016                                            | Löfven I             | 24 maj 2018          |                                  |
|                                                 | Gunnar Oom           | Moderaterna          |                      | Ewa Björling         | Handelsminister                                        | 5 oktober 2010       | 3 oktober 2014       | Reinfeldt                        |
|                                                 | Gunnar Wieslander    | Moderaterna          | 29 november 2007     | Ewa Björling         | Handelsminister                                        | 5 oktober 2010       |                      | Reinfeldt                        |
|                                                 | H.G. Wessberg        | Moderaterna          | 5 september 2007     | Ewa Björling         | Handelsminister                                        | 8 november 2007      |                      | Reinfeldt                        |
|                                                 | Hans Jeppson         | Moderaterna          |                      | Sten Tolgfors        | Handelsminister                                        | 14 oktober 2006      | 5 september 2007     | Reinfeldt                        |
|                                                 | Hans Jeppson         | Moderaterna          | Maria Borelius       | 7 oktober 2006       | Handelsminister                                        | 14 oktober 2006      |                      | Reinfeldt                        |